# Мирза Мухаммад Таки Ширази
Мирза Мухаммад Таки Ширази (перс. میرزا محمدتقی شیرازی‎, Mirza Muhammad Taki Shirazi) — факих, богослов, придерживающийся основного, усулитского вероучения шиизма, известен как «Мирза Второй». 

## Биография
Родился в 1842 году в Ширазе. Его дядей был известный иранский поэт и прозаик Хабиболла Каани.
В 1854 году он отправился в Кербелу, где изучал религиозные дисциплины, его учителями стали Зейн аль-Абидин аль-Мазандарани, Сейед Али Наки Табатабаи и Фадель Ардекани. Получив иджазу, вместе со своим предшественником и наставником Мирзой Ширази переехал в Самарру, где читал лекции в семинарии, а после его смерти стал её главой. В 1916 году из-за ухудшения политической ситуации перебрался в пригород Багдада, город Кадхимийя, а через пару лет поселился в Кербеле, где умер в 1920 году. Причина смерти точно не установлена. Похоронен во дворе мавзолея имама Хусейна в Кербеле.
Имел титул марджа ат-таклид и был популярен в исламском мире, особенно в период Первой мировой войны, когда он издал фетву о джихаде против англичан, которая стала известной как «Фетва обороны».